# Evesham
Evesham è una cittadina costituente parrocchia civile di 22 304 abitanti della contea del Worcestershire, in Inghilterra.
Essa è all'incirca equidistante da Worcester, Cheltenham e Stratford-upon-Avon.
Si trova all'interno della Valle di Evesham, un'area che comprende la pianura alluvionale del fiume Avon, molto nota per l'orticoltura.
Il centro della città, situato all'interno di un meandro del fiume, è periodicamente soggetto ad alluvioni. L'alluvione del 2007 fu la più drammatica fra quelle storicamente registrate.
Nel corso del XIII secolo, nei suoi pressi fu combattuta una delle due principali battaglie della seconda guerra dei baroni, dalla quale uscì vincitore il principe Edoardo, che in seguito divenne re Edoardo I.

## Etimologia del nome

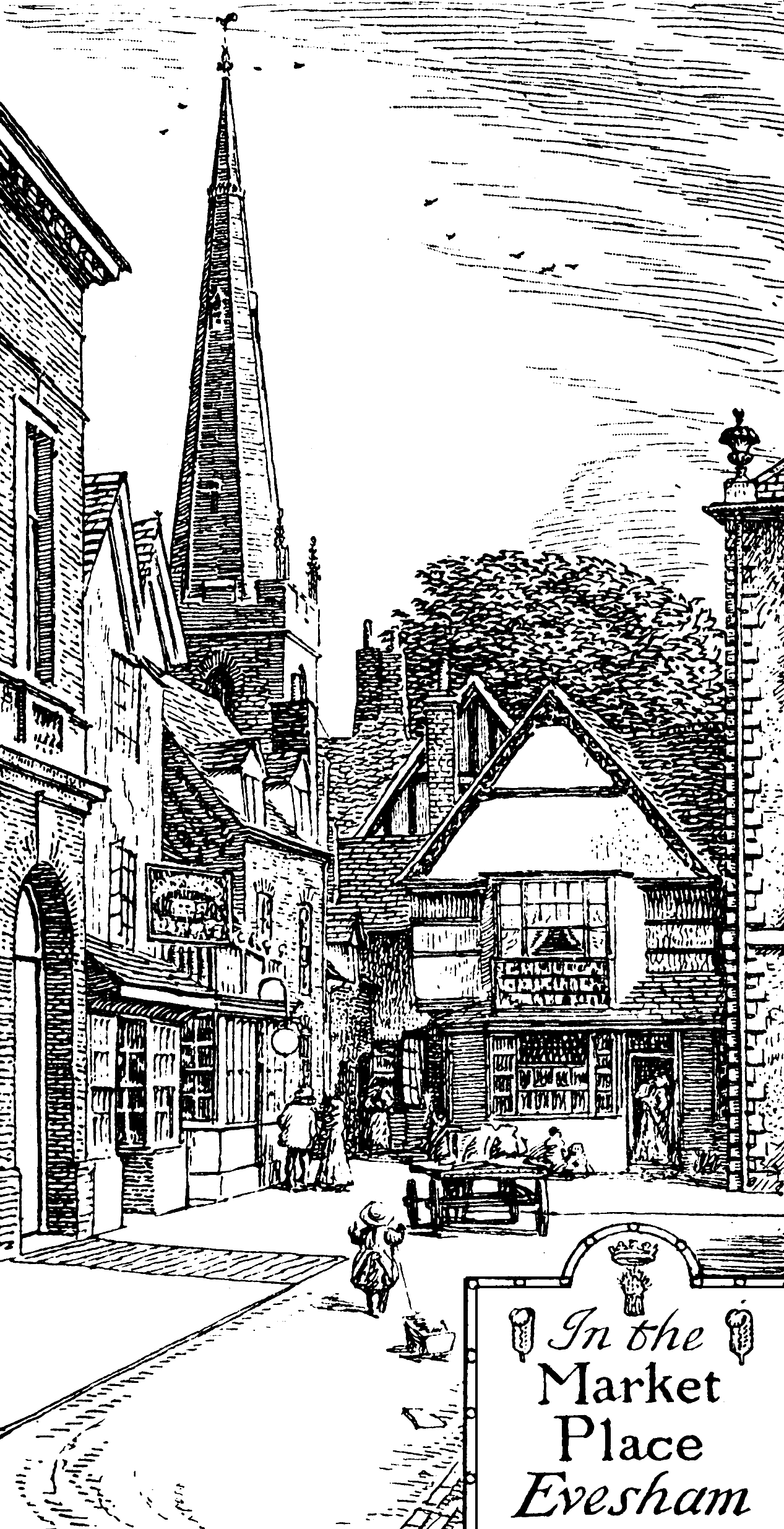
La Piazza del Mercato di Evesham, Edmund Hort New, circa 1904

Il nome Evesham deriva dai termini in inglese antico homme o ham e Eof, il nome di un guardiano di porci al servizio di Egwin, III vescovo di Worcester.
In origine essa era chiamata Homme o Haum e citata come Eveshomme nel 709 e Evesham nel 1086.
La seconda parte del nome (homme o ham) significa "casa" o "abitazione", ma nel Worcestershire e nel Gloucestershire era comunemente utilizzata per indicare le terre golenali, cioè le terre poste ai lati di un corso d'acqua, particolarmente all'interno dei meandri, che potevano subire allagamenti.

## Storia
La città fu fondata nei pressi di un'abbazia dell'VIII secolo, una delle più grandi d'Europa e la III più grande d'Inghilterra, che fu distrutta nel corso della dissoluzione dei monasteri e della quale sopravvive solo la torre campanaria dell'abate Lichfield.
La città medievale si sviluppò all'interno dell'ansa del fiume Avon, mentre la cittadina di Bengeworth si sviluppò a est, sulla riva opposta.
Nel 1055 il re Edoardo assegnò un mercato alla cittadina sassone.
Nell'XI secolo, Leofric, conte di Mercia, possedeva un casino di caccia a Bengeworth. Leofric fondò la Holy Trinity Church assieme alla moglie Godifu (Lady Godiva). Godifu, che morì verso il 1067, è probabilmente sepolta presso l'abbazia.
Sotto il regno di re Stefano, William de Beauchamp eresse un castello "adulterino" (cioè "non autorizzato") a Bengeworth, i cui occupanti erano in competizione per il controllo della città e dell'abbazia.
Quando all'abate William fu distrutto il castello tra il 1149 e il 1159, egli consacrò il sito come cimitero, per impedire che il castello fosse ricostruito.

### La battaglia di Evesham
Nel 1258 un gruppo di baroni capeggiati da Simone di Montfort, VI conte di Leicester, costrinse il sovrano Enrico III ad approvare le Disposizioni di Oxford, che lo obbligavano ad abbandonare il governo, ad affidarlo a un consiglio baronale e a dichiarare costituzionale il Parlamento.
Quando però nel 1261 il re strappò le Disposizioni, iniziò una guerra civile, che portò alla sconfitta del sovrano, che fu imprigionato.
Nell'agosto 1265, vi fu un vero scontro corpo a corpo di fronte alla città di Evesham e, pur essendo in evidentissima inferiorità numerica, in rapporto di circa 1 a 3, i guerrieri di Monfort, che nella battaglia perse la vita, festeggiarono la vittoria.
Intanto il re, però, venne liberato e riuscì a costituire un altro esercito nell'Inghilterra Occidentale, con il quale sostenne successivamente un'altra battaglia.

## Amministrazione

### Gemellaggi
- Dreux
- Melsungen
- Evesham Township